# إدوارد شيفر
إدوارد شيفر (بالإنجليزية: Arnold Schaefer) (و. 1819 – 1883 م) هو مؤرخ، وأستاذ جامعي من ولاية بريمن، ومملكة بروسيا، وكان عضوًا في الأكاديمية البروسية للعلوم، والمعهد الألماني للآثار، وأكاديمية العلوم في غوتينغن، توفي في بون، عن عمر يناهز 64 عاماً.

## التعليم
تعلم في جامعة لايبتزغ.